# کیم ماسلین-کامرداینر
کیم ماسلین-کامرداینر (انگلیسی: Kim Maslin-Kammerdeiner؛ زادهٔ ۱۲ اوت ۱۹۶۴) بازیکن فوتبال اهل ایالات متحده آمریکا است.
از باشگاه‌هایی که در آن بازی کرده‌است می‌توان به اشاره کرد.
وی همچنین در تیم ملی فوتبال زنان ایالات متحده آمریکا بازی کرده‌است.
وی در مسابقات کشوری و بین‌المللی در مجموع برندهٔ ۱ مدال طلا شده‌است.